# Guerra Gótica (249–253)
A Guerra Gótica de 249-253 foi uma série de batalhas e saques empreendidos pelos godos e seus aliados no leste do Império Romano, mais especificamente na região dos Bálcãs, entre 248/249 e 253. Com o cessar dos tributos até então pagos as tribos do além-Danúbio pelo imperador romano Filipe, o Árabe (r. 244–249), os godos e seus aliados liderados pelo rei Ostrogoda e seus subcomandantes Argedo e Gunderico dirigiram-se à fronteira romana e iniciaram uma série de ataques, inclusive contra a fortificada cidade de Marcianópolis na Trácia. Depois disso, partiram com o butim de guerra.
Continuando as invasões, em 250 os carpos atacaram a Dácia e Cniva, comandando vários grupos de godos e demais povos aliados, venceu duas batalhas importantes, numa das quais inclusive conseguindo matar Décio (r. 249–251) e seu coimperador Herênio Etrusco. O sucessor imperial Treboniano Galo (r. 251–253) prometeu o pagamento de tributo anual caso os invasores partissem. A promessa foi descumprida, incitando novos ataques em 253, embora na ocasião o governador e futuro imperador Emiliano (r. 253) tenha conseguido impedi-los.

## Antecedentes

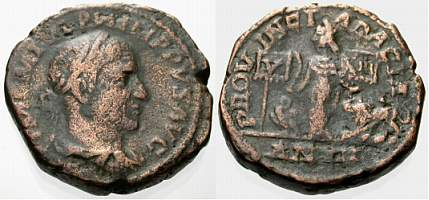
Sestércio de r.

Dois fatores contribuíram para o crescente descontentamento na área ao norte do Danúbio no século III que culminou na eclosão dos conflitos. O primeiro e mais importante era que, desde o tempo de Alexandre Severo (r. 222–235), havia contínuos movimentos de novos povos próximo à fronteira danúbia. Nessa época, relata-se que as cidades de Ólbia e Tiras, antigas colônias gregas na atual Ucrânia, foram destruídas por guerreiros de um novo e poderoso povo belicoso que para lá se dirigiu. Posteriormente, na primavera de 238, grupos desses novos guerreiros, genericamente referidos como citas pelas fontes, atravessaram as terras dos carpos dácios e invadiram a Mésia Inferior, onde capturaram e saquearam a cidade de Istro.
Como segunda causa há as ações do imperador Filipe, o Árabe (r. 244–249) que, encorajado por seus sucessos políticos, e sobretudo com relação ao Império Sassânida de Sapor I (r. 240/242–272), decidiu revisar a situação das tribos germânicas e recusou-se, desde 246, a continuar pagando os tributos anuais decididos em 238 por Maximino Trácio (r. 235–238) às tribos agressivas da região, bem como cancelou os acordos antes selados.

## Invasões de Ostrogoda

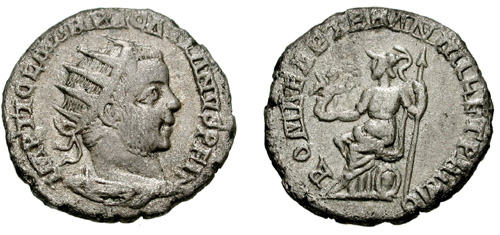
Antoniniano de Pacaciano r.

Segundo a Gética de Jordanes, como consequência do cessar dos tributos, no final de 248, Ostrogoda, rei dos ostrogodos e visigodos, cruzou o Danúbio com um exército coligado de godos e tribos aliadas germano-sármatas (taifalos, peucinos, asdingos e carpos), que o autor afirmou ter 300 mil soldados,[a] e liderou a invasão na Mésia e Trácia. Paralelamente, Pacaciano (r. 248) foi feito imperador por suas tropas estacionadas perto ao Danúbio. Jordanes afirma que a invasão gótica de Ostrogoda foi bem-sucedida devido à negligência dos soldados estacionados na fronteira danúbia.
Para lidar com a situação caótica, Filipe nomeou o senador Décio como comandante das legiões estacionadas na Panônia e Mésia.  Ao chegar, segundo Jordanes, Décio viu-se incapaz de deter os invasores e preferiu liberar seus soldados do serviço militar. Os soldados, revoltados, dirigiram-se para Ostrogoda pedindo proteção, que foi concedida, e eles foram incorporados ao exército invasor. Os subcomandantes góticos de Ostrogoda, chamados Argedo e Gunderico, foram enviados para devastar novamente a Mésia e dirigiram-se à cidade fortificada de Marcianópolis na Trácia. Após um longo cerco, conseguiram obrigar os habitantes a dar-lhes dinheiro como alternativa ao ataque. Depois disso, Ostrogoda retirou-se para seu país com o seu butim.

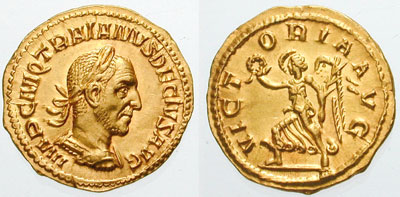
Áureo de Décio r.

Diagramação da invasão de 250-251

## Ascensão de Décio e invasão de Cniva
Na primavera de 249, Décio, ainda no comando das legiões panônias e mésias, foi aclamado imperador pelas tropas e decidiu marchar contra Roma para depor Filipe. O vácuo militar resultante inevitavelmente atraiu mais invasões. Em 250, carpos adentram a Dácia, o leste da Mésia Superior e oeste da Mésia Inferior. Ao mesmo tempo, o gótico Cniva, sucessor de Ostrogoda, organizou as suas forças e também atacou os romanos. Suas forças aparentemente incluíam godos, taifalos, vândalos e até alguns veteranos renegados romanos. Dado a descrição dos "citas" fornecido por Zósimo, é quase certo que havia elementos sármatas, como os roxolanos.
Cniva dividiu seu exército em duas partes e enviou ca. 20 mil de seus soldados para atacar a Mésia, à época desprotegida,[b]  e então Filipópolis (atual Plovedive, na Bulgária), enquanto liderou 70 000 homens para Éuscia (Nova). Cniva foi empurrado dali pelo general Treboniano Galo, e então dirigiu-se para Nicópolis. Com a aproximação de Décio, decidiu dirigir-se às regiões do monte Hemo e então para Filipópolis.
Com a partida de Cniva, Décio cruzou o monte Hemo (talvez através do passo de Xipeca) e acampou em Beroia (atual Stara Zagora), onde foi mais tarde derrotado num ataque surpresa do rei gótico. Seu exército foi aniquilado e ele foi obrigado a retornar para Éuscia, onde encontrou-se com o general Galo que estava estacionado com uma grande força para proteger a fronteira. Ali, Décio agrupou o exército dessa região, bem como aquele de Esco, e preparou-se para novos conflitos. Paralelamente, Cniva sitiou Filipópolis que caiu no verão após longo cerco. Depois do saque, Cniva aliou-se com o governador local Prisco contra os romanos.
O saque de Filipópolis incitou o imperador a agir. Após interceptar partidários germânicos e reparar as fortificações danúbias, dirigiu-se contra os godos, que foram cercados pelas forças romanas numericamente superiores enquanto tentavam retirar-se. Décio atacou-os próximo da pequena cidade chamada Fórum Terebrônio ou Abrito (atual Razgrado). O exército romano foi pego num pântano quando tentou avançar, e tanto o imperador quanto seu filho Herênio Etrusco foram mortos em combate.

## Ultima invasão e rescaldo

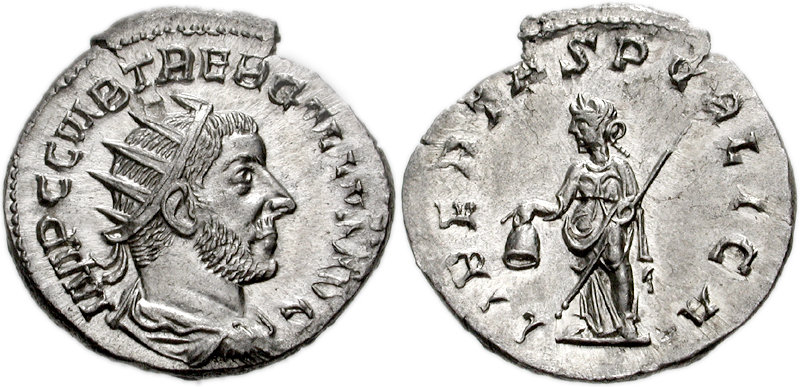
Antoniniano de Treboniano Galo r.

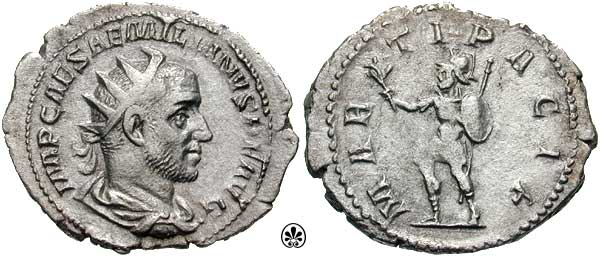
Antoniniano de Emiliano r.

No rescaldo de Abrito, as notícias do desastre alcançaram as legiões remanescentes do Danúbio, que proclamaram o seu comandante Treboniano Galo (r. 251–253) como imperador. Ele permitiu que Cniva partisse com seus espólios e prometeu pagar tributo para que não invadisse os domínios romanos. Apesar da promessa, o governador da Mésia e Panônia e futuro imperador Emiliano (r. 253) recusou-se a pagar. Isso, atrelado a Praga de Cipriano (251–270), uma pandemia de varíola que devastou ca. 15-30% da população imperial, levou a uma nova invasão de Cniva na Mésia e Trácia em 253. Emiliano com sucesso conseguiu atacar repentinamente os invasores, que foram expulsos, e perseguiu-os para além do Danúbio, realizando um ataque-relâmpago em seus territórios e pondo fim à ameaça.
Emiliano recuperou vastas quantidades de butim e libertou milhares de cidadãos romanos capturados. Quiçá entre eles estava Cneu Valério Serapião, que dedicou um altar não datável encontrado em Ápulo (atual Alba Júlia), na Dácia romana, agradecendo seu resgate dos carpos (liberatus a Carpis). Após esses eventos a fronteira permaneceu estável por alguns anos. Aproveitando a instabilidade no império, nos anos 256-7 uma coalizão de tribos bárbaras liderada pelos carpos incendiou a Mésia, saqueou a Trácia e sem sucesso sitiou Salonica na Macedônia.
Nos anos seguintes novas invasões foram encabeçadas pelas tribos hostis da bacia danúbia, sendo a maior delas a gótica de 267-268. Nela, os godos penetraram o mar Egeu, invadindo várias regiões insulares e costeiras, aportaram na Macedônia e saquearam a Trácia até serem parados e derrotados na Batalha de Naísso de 268/269 por Galiano (r. 253–268) ou Cláudio II (r. 268–270).